# بازی‌های آفریقایی ۱۹۶۵
بازی‌های آفریقایی ۱۹۶۵ (انگلیسی: 1965 All-Africa Games) یک رویداد چندورزشی است که از ۱۸ تا ۲۵ ژوئیه ۱۹۶۵ در برازاویل، جمهوری کنگو برگزار شده است.

## کشورهای شرکت‌کننده
از جمله کشورهایی که در بازی‌های آفریقایی ۱۹۶۵ شرکت کردند عبارتند از:
- الجزایر
- کامرون
- چاد
- جمهوری آفریقای مرکزی
- جمهوری کنگو
- جمهوری دموکراتیک کنگو
- ساحل عاج
- اتیوپی
- گابن
- غنا
- کنیا
- ماداگاسکار
- مالی
- نیجر
- نیجریه
- سنگال
- سودان
- تانزانیا
- توگو
- تونس
- اوگاندا
- جمهوری متحد عربی
- ولتای علیا
- زامبیا
- بنین (داهومی)

## ورزش‌ها
- دو و میدانی
- بوکس
- دوچرخه‌سواری
- جودو
- تنیس
- شنا
- فوتبال
- بسکتبال
- والیبال
- هندبال

## جدول مدال‌ها
*   کشور میزبان (کنگو (Congo-Brazzaville))
| رتبه            | کشور                      | طلا | نقره | برنز | مجموع |
| --------------- | ------------------------- | --- | ---- | ---- | ----- |
| ۱               | جمهوری متحد عربی (UAR)    | ۱۷  | ۱۰   | ۳    | ۳۰    |
| ۲               | نیجریه (NGR)              | ۹   | ۶    | ۴    | ۱۹    |
| ۳               | کنیا (KEN)                | ۸   | ۱۱   | ۴    | ۲۳    |
| ۴               | سنگال (SEN)               | ۶   | ۳    | ۷    | ۱۶    |
| ۵               | ساحل عاج (CIV)            | ۵   | ۲    | ۵    | ۱۲    |
| ۶               | غنا (GHA)                 | ۲   | ۴    | ۶    | ۱۲    |
| ۷               | الجزایر (ALG)             | ۲   | ۳    | ۶    | ۱۱    |
| ۸               | مالی (MLI)                | ۲   | ۱    | ۰    | ۳     |
| ۹               | سودان (SUD)               | ۱   | ۶    | ۲    | ۹     |
| ۱۰              | تونس (TUN)                | ۱   | ۵    | ۶    | ۱۲    |
| ۱۱              | کامرون (CMR)              | ۱   | ۲    | ۲    | ۵     |
| ۱۱              | کنگو (Congo-Brazzaville)* | ۱   | ۲    | ۲    | ۵     |
| ۱۳              | ماداگاسکار (MAD)          | ۰   | ۲    | ۴    | ۶     |
| ۱۴              | اوگاندا (UGA)             | ۰   | ۱    | ۴    | ۵     |
| ۱۵              | ولتای علیا (VOL)          | ۰   | ۱    | ۱    | ۲     |
| ۱۶              | چاد (CHA)                 | ۰   | ۰    | ۳    | ۳     |
| ۱۶              | گابن (GAB)                | ۰   | ۰    | ۳    | ۳     |
| ۱۸              | توگو (TOG)                | ۰   | ۰    | ۲    | ۲     |
| ۱۹              | اتیوپی (ETH)              | ۰   | ۰    | ۱    | ۱     |
| ۱۹              | تانزانیا (TAN)            | ۰   | ۰    | ۱    | ۱     |
| ۱۹              | زامبیا (ZAM)              | ۰   | ۰    | ۱    | ۱     |
| ۱۹              | نیجر (NIG)                | ۰   | ۰    | ۱    | ۱     |
| ۱۹              | کنگو (COD)                | ۰   | ۰    | ۱    | ۱     |
| مجموع (۲۳ کشور) | مجموع (۲۳ کشور)           | ۵۵  | ۵۹   | ۶۹   | ۱۸۳   |